# Historische Kommission der ARD
Die Historische Kommission der ARD ist eine Sonderkommission der ARD, die das Ziel hat, die rundfunkhistorische Forschung zu unterstützen. Sie beschäftigt sich mit der Geschichte des Rundfunks in Deutschland, vor allem des öffentlich-rechtlichen Rundfunks seit Ende des Zweiten Weltkriegs.

## Mitglieder
Die Kommission hat zwölf Mitglieder. Es sind jeweils ein Vertreter der neun Landesrundfunkanstalten der ARD sowie des Deutschlandradios, der Deutschen Welle und des Deutschen Rundfunkarchivs. Außerdem nimmt ein Vertreter des ZDF als ständiger Gast an den Beratungen teil.
Das Mitglied der jeweils geschäftsführenden ARD-Rundfunkanstalt hat in der Kommission die Federführung. Außerdem hat die Kommission einen Vorsitzenden – seit 2022 ist das der frühere Chefredakteur des Rundfunks Berlin-Brandenburg, Christoph Singelnstein.

## Geschichte
Die Historische Kommission wurde 1954 gegründet. 1972 wurde sie im Zuge einer Strukturreform der ARD vorübergehend aufgelöst, aber 1986 wieder einberufen. Seit 1994 veranstaltet die Kommission in unregelmäßigen Abständen mediengeschichtliche Tagungen und Zeitzeugengespräche.

## Vorsitzende
- Kurt Magnus (1954–1962)
- Hans Bausch (1962–1972 und 1986–1991)
- Dietrich Schwarzkopf (1992–2010)
- Heinz Glässgen (2010–2021)
- Christoph Singelnstein (seit 2022)

## Publikationen (Auswahl)
- Historische Kommission der ARD (Hrsg.): Die Ideologiepolizei. Die rundfunkbezogenen Aktivitäten des Ministeriums für Staatssicherheit der ehemaligen DDR in der DDR sowie in der Bundesrepublik Deutschland, Stiftung Deutsches Rundfunkarchiv, Frankfurt am Main 2008
- Hans Bausch (Hrsg.): Rundfunk in Deutschland, 5 Bände, dtv, München 1980
- Dietrich Schwarzkopf (Hrsg.): Rundfunkpolitik in Deutschland: Wettbewerb und Öffentlichkeit, 2 Bände, dtv, München 1999